# Ancien hôtel de ville de Brée

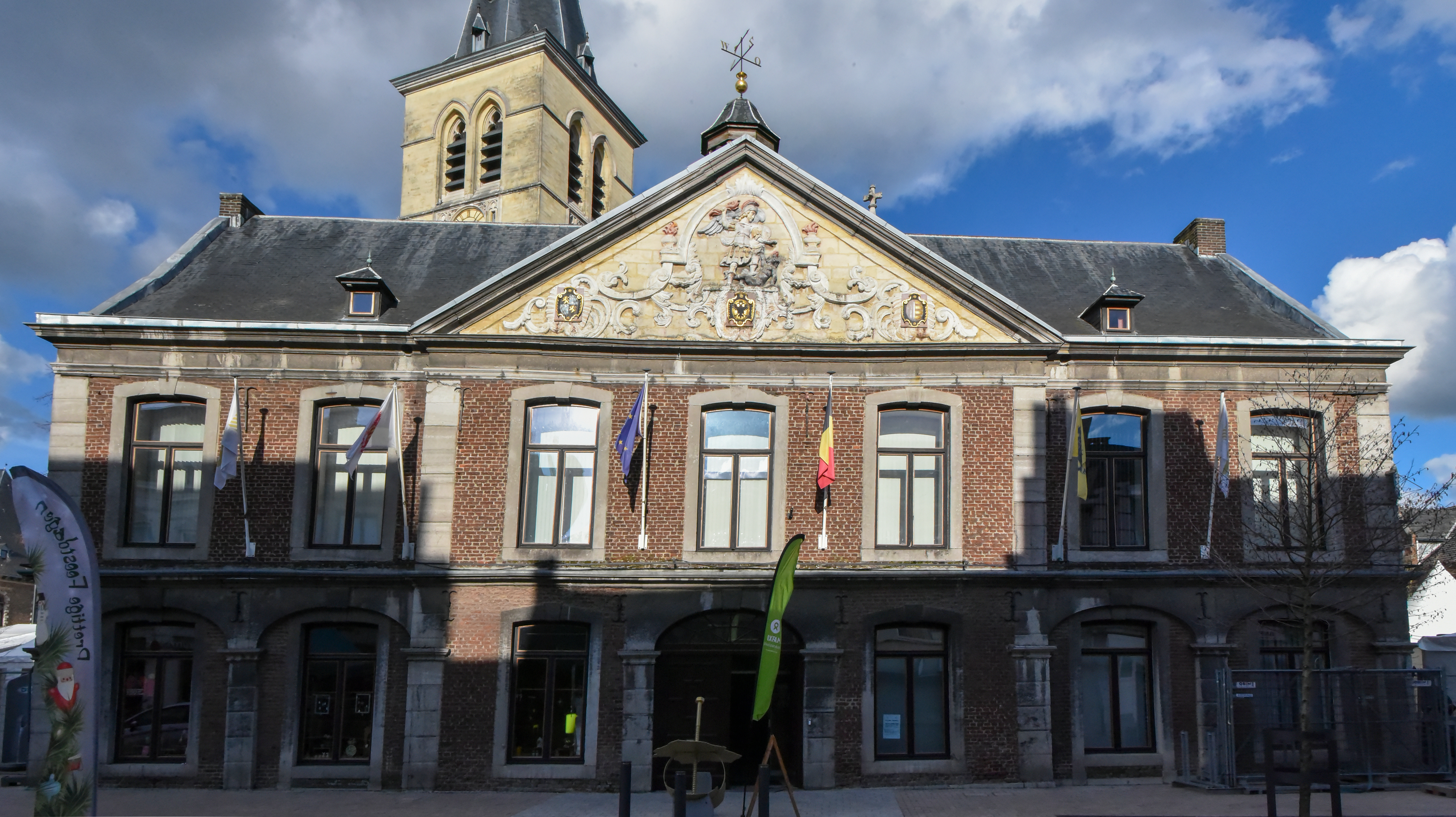
L'Ancien hôtel de Ville

L' ancien hôtel de ville de la ville de Brée, en province du Limbourg, en Belgique, est situé Markt 2. La façade actuelle, de style Louis XIV, date de 1755.

## Histoire
La ville de Brée a eu d'abord pour hôtel de ville le Gewanthuis (ou Gewandthuis), situé sur la place Vrijthof. Le conseil municipal et l' échevinage s'y réunissaient, la garde municipale y siégeait, et les marchés se tenaient sous cette maison.
De 1587 à 1591, est construit l'hôtel de ville situé Markt 2, avec un toit en ardoise, une tourelle et des murs partiellement en briques. Il abritait la magistrature, la justice, les échevins, la milice citoyenne (schutterij), le local du matériel des pompiers, la garde municipale et un modeste arsenal de fusils, de mèches et de balles. En 1647, la façade fut rénovée, mais en 1755 une nouvelle façade fut achevée de style Louis XIV, avec un fronton de style rococo. Sur celui-ci se trouve un relief représentant la bataille de saint Michel contre le dragon, ainsi que trois blasons : celui de Jean-Théodore de Bavière, alors prince-évêque de Liège, celui de Brée, et l'aigle impériale de l'empereur d'Autriche.
Cet hôtel de ville a fonctionné comme tel jusqu'en 1969, puis il a abrité, entre autres, l'office du tourisme et depuis 1975 le musée de l'histoire locale.
Il est enregistré comme patrimoine architectural depuis le 1er février 2018 .
Un nouvel hôtel de ville s'est installé en 1969 dans un bâtiment moderne sur le Grauwe Torenwal, puis en 2004 dans l'ancien collège Saint-Michel.

## Sources externes
- Site officiel de la Ville de Brée
- Patrimoine immobilier

51° 08′ 28,14″ N, 5° 35′ 50,54″ E